# Seznam najbolj prometnih letališč na svetu
Seznam največjih letališč na svetu po različnih kategorijah:

## Po številu potnikov (leta 2014)
Podatki od Airports Council International
| Uvrstitev | Letališče                                        | Lokacija                        | Država                   | IATA/ICAO oznaka | Število potnikov |
| --------- | ------------------------------------------------ | ------------------------------- | ------------------------ | ---------------- | ---------------- |
| 1.        | Hartsfield–Jackson Atlanta International Airport | Atlanta, Georgia                | ZDA                      | ATL/KATL         | 96 178 899       |
| 2.        | Beijing Capital International Airport            | Peking                          | Kitajska                 | PEK/ZBAA         | 86 130 390       |
| 3.        | London Heathrow Airport                          | Hillingdon, London              | Združeno kraljestvo      | LHR/EGLL         | 73 408 442       |
| 4.        | Tokyo Haneda Airport                             | Ōta, Tokio                      | Japonska                 | HND/RJTT         | 72 826 862       |
| 5.        | Los Angeles International Airport                | Los Angeles, Kalifornija        | ZDA                      | LAX/KLAX         | 70 665 472       |
| 6.        | Dubai International Airport                      | Garhoud, Dubaj                  | Združeni arabski emirati | DXB/OMDB         | 70 475 636       |
| 7.        | O'Hare International Airport                     | Chicago, Illinois               | ZDA                      | ORD/KORD         | 70 015 746       |
| 8.        | Letališče Charles de Gaulle Pariz                | Roissy-en-France, Pariz         | Francija                 | CDG/LFPG         | 63 808 796       |
| 9.        | Dallas/Fort Worth International Airport          | Dallas-Fort Worth, Texas        | ZDA                      | DFW/KDFW         | 63 523 489       |
| 10.       | Hong Kong International Airport                  | Chek Lap Kok, Hong Kong         | Kitajska                 | HKG/VHHH         | 63 148 379       |
| 11.       | Letališče Frankfurt                              | Frankfurt, Hesse                | Nemčija                  | FRA/EDDF         | 59 566 132       |
| 12.       | Soekarno-Hatta International Airport             | Cengkareng, Banten              | Indonezija               | CGK/WIII         | 57 005 406       |
| 13.       | Istanbul Atatürk Airport                         | Istanbul                        | Turčija                  | IST/LTBA         | 56 767 108       |
| 14.       | Letališče Amsterdam Schiphol                     | Haarlemmermeer, North Holland   | Nizozemska               | AMS/EHAM         | 54 978 023       |
| 15.       | Guangzhou Baiyun International Airport           | Huadu, Guangžov, Guangdong      | Kitajska                 | CAN/ZGGG         | 54 780 346       |
| 16.       | Singapore Changi Airport                         | Changi                          | Singapur                 | SIN/WSSS         | 54 091 802       |
| 17.       | John F. Kennedy International Airport            | Queens, New York City, New York | ZDA                      | JFK/KJFK         | 53 635 346       |
| 18.       | Denver International Airport                     | Denver, Colorado                | UDA                      | DEN/KDEN         | 53 472 514       |
| 19.       | Shanghai Pudong International Airport            | Pudong, Šanghaj                 | Kitajska                 | PVG/ZSPD         | 51 651 800       |
| 20.       | Kuala Lumpur International Airport               | Sepang, Selangor                | Malezija                 | KUL/WMKK         | 48 932 471       |
| 21.       | San Francisco International Airport              | San Mateo County, California    | ZDA                      | SFO/KSFO         | 47 114 611       |
| 22.       | Suvarnabhumi Airport                             | Bang Phli, Samut Prakan         | Tasjka                   | BKK/VTBS         | 46 423 352       |
| 23.       | Seoul Incheon International Airport              | Inčeon                          | Južna Koreja             | ICN/RKSI         | 45 662 322       |
| 24.       | Charlotte Douglas International Airport          | Charlotte, North Carolina       | ZDA                      | CLT/KCLT         | 44 333 475       |
| 25.       | McCarran International Airport                   | Las Vegas, Nevada               | ZDA                      | LAS/KLAS         | 42 869 517       |
| 26.       | Phoenix Sky Harbor International Airport         | Phoenix, Arizona                | ZDA                      | PHX/KPHX         | 42 125 212       |
| 27.       | Madrid Barajas Airport                           | Madrid                          | Španija                  | MAD/LEMD         | 41 815 261       |
| 28.       | George Bush Intercontinental Airport             | Houston, Texas                  | ZDA                      | IAH/KIAH         | 41 194 558       |
| 29.       | Miami International Airport                      | Miami-Dade County, Florida      | ZDA                      | MIA/KMIA         | 40 941 879       |
| 30.       | São Paulo-Guarulhos International Airport        | Guarulhos, São Paulo            | Brazilija                | GRU/SBGR         | 39 773 716       |

## Po številu premikov letal (leta 2014)
Za premik se šteje vzlet ali pristanek:
Podatki od Airports Council International
| Uvrstitev | Letališče                                        | Lokacija                                  | IATA/ICAO oznaka | Število premikov |
| --------- | ------------------------------------------------ | ----------------------------------------- | ---------------- | ---------------- |
| 1.        | O'Hare International Airport                     | Chicago, Illinois, ZDA                    | ORD/KORD         | 881 933          |
| 2.        | Hartsfield–Jackson Atlanta International Airport | Atlanta, Georgia, ZDA                     | ATL/KATL         | 868 359          |
| 3.        | Dallas/Fort Worth International Airport          | Coppell, Texas, ZDA                       | DFW/KDFW         | 679 820          |
| 4.        | Los Angeles International Airport                | Los Angeles, Kalifornija, ZDA             | LAX/KLAX         | 636 706          |
| 5.        | Beijing Capital International Airport            | Peking, Kitajska                          | PEK/ZBAA         | 581 773          |
| 6.        | Denver International Airport                     | Denver, Colorado, ZDA                     | DEN/KDEN         | 565 525          |
| 7.        | Charlotte/Douglas International Airport          | Charlotte, North Carolina, ZDA            | CLT/KCLT         | 545 178          |
| 8.        | McCarran International Airport                   | Las Vegas, Nevada, ZDA                    | LAS/KLAS         | 522 399          |
| 9.        | George Bush Intercontinental Airport             | Houston, Texas, ZDA                       | IAH/KIAH         | 508 935          |
| 10.       | London Heathrow Airport                          | London, Anglija, Združeno kraljestvo      | LHR/EGLL         | 472 817          |
| 11.       | Letališče Charles de Gaulle Pariz                | Pariz, Francij                            | CDG/LFPG         | 471 318          |
| 12.       | Letališče Frankfurt                              | Frankfurt, Hesse, Nemčija                 | FRA/EDDF         | 469 026          |
| 13.       | Letališče Amsterdam Schiphol                     | Haarlemmermeer, North Holland, Nizozemska | AMS/EHAM         | 452 687          |
| 14.       | Atatürk International Airport                    | Istanbul, Turčija                         | IST/LTBA         | 439 549          |
| 15.       | Toronto Pearson International Airport            | Mississauga, Ontario, Kanada              | YYZ/CYYZ         | 434 846          |
| 16.       | San Francisco International Airport              | San Mateo County, Kalifornija, ZDA        | SFO/KSFO         | 431 633          |
| 17.       | Phoenix Sky Harbor International Airport         | Phoenix, Arizona, ZDA                     | PHX/KPHX         | 430 461          |
| 18.       | Tokyo International Airport                      | Ōta, Tokio, Japonska                      | HND/RJTT         | 425 604          |
| 19.       | John F. Kennedy International Airport            | Queens, New York City, New York, ZDA      | JFK/KJFK         | 422 912          |
| 20.       | Philadelphia International Airport               | Philadelphia, Pensilvanija, ZDA           | PHL/KPHL         | 419 253          |
| 21.       | Guangzhou Baiyun International Airport           | Huadu, Guangžov, Guangdong, Kitajska      | CAN/ZGGG         | 412 210          |
| 22.       | Minneapolis–Saint Paul International Airport     | Minneapolis, Minnesota, ZDA               | MSP/KMSP         | 412 049          |
| 23.       | Benito Juárez International Airport              | Venustiano Carranza, Mexico City, Mehika  | MEX/MMMX         | 409 954          |
| 24.       | Miami International Airport                      | Miami-Dade County, Florida, ZDA           | MIA/KMIA         | 402 973          |
| 25.       | Shanghai Pudong International Airport            | Pudong, Šanghaj, Kitajska                 | PVG/ZSPD         | 402 105          |
| 26.       | Hong Kong International Airport                  | Chek Lap Kok, Hong Kong, Kitajska         | HKG/VHHH         | 401 861          |
| 27.       | Newark Liberty International Airport             | Newark, New Jersey, ZDA                   | EWR/KEWR         | 398 630          |
| 28.       | Detroit Metropolitan Wayne County Airport        | Romulus, Michigan, ZDA                    | DTW/KDTW         | 392 655          |
| 29.       | Soekarno-Hatta International Airport             | Cengkareng, Tangerang, Banten, Indonezija | CGK/WIII         | 382 287          |
| 30.       | Munich Airport                                   | Freising, Nemčija                         | MUC/EDDM         | 376 768          |